# Qubo
Qubo fue un canal de televisión para niños de 7 años que transmite en ION Plus y ION en inglés.

## Historia
Qubo comenzó en el 6 de septiembre de 2006 y empezaron a emitir programas de televisión para niños de 7 años y una mascota de forma de cubo llamado Qubo, pero en el 8 de mayo de 2006, NBC, ION Media Networks, Corus Entertainment's Nelvana, Scholastic Corporation, y Dreamworks Classics anunciaron en la televisión un nuevo canal de televisión para niños de 7 años y su nombre es Qubo. En el momento de su lanzamiento, el bloque Qubo se emitió por NBC y Telemundo. Después de que Comcast vendió su participación a Ion Media en 2012, NBCUniversal optó por no participar en la empresa conjunta Qubo, y NBC reemplazó su bloque de fin de semana con NBC Kids, mientras que Telemundo reemplazó su bloque de fin de semana con MiTelemundo. 
El 14 de enero de 2021, después de la adquisición de Ion Media por parte de E. W. Scripps Company una semana antes, la compañía anunció que Qubo y ION Plus dejaría de transmitir el 28 de febrero de 2021.
Tras el cierre de Qubo, Smile TV se mantendría como la única red infantil inalámbrica de tiempo completo en los Estados Unidos (aparte de PBS Kids).

## Programación

#### Series
DreamWorks Classics, Scholastic, 9 Story Media Group, Nelvana, Splash Entertainment, Bellum Entertainment Group entre otros
- My Friend Rabbit
- Turbo Dogs
- Shelldon
- Boo!
- Sitting Ducks
- 3-2-1 Penguins!
- LarryBoy: The Cartoon Adventures
- VeggieTales
- Postman Pat
- Maisy
- BraveStarr
- He-Man and the Masters of the Universe
- She-Ra: Princess of Power
- Ghostbusters
- Guess with Jess
- Pecola
- Rupert
- Babar
- Jane and the Dragon
- Jacobo Dos Dos
- Being Ian
- Class of the Titans
- Pearlie
- Isla de Mutantes
- Willa's Wild Life
- Pippi Longstocking
- Rescue Heroes
- George and Martha
- Grossology
- Ned's Newt
- Stickin' Around
- Scaredy Squirrel
- Sequaces
- Maggie and the Ferocious Beast
- Mike the Knight
- Babar and the Adventures of Badou
- Super BOOMi
- Franklin
- Dragon
- Sammy's Story Shop
- Animorphs
- Dear America
- I Spy
- The Royal Diaries
- Timeblazers
- Artzooka!
- Harry and His Bucket Full of Dinosaurs
- Joe & Jack
- Wibbly Pig
- Look Kool
- Monkey See, Monkey Do
- Bubu and the Little Owls
- Finding Stuff Out
- Vivi Viravento
- The Magic School Bus Rides Again
- Science Max
- Where on Earth Is Carmen Sandiego?
- Archie's Weird Mysteries
- Sherlock Holmes in the 22nd Century
- Monster Math Squad
- Madeline
- The Adventures of Paddington Bear
- Pirates: Adventures in Art
- Inspector Gadget
- Fireman Sam
- Rainbow Ruby
- Jerry and the Raiders
- Kate & Mim-Mim
- You & Me
- Olly el Submarino
- Pet Alien
- Cosmic Quantum Ray
- The DaVincibles
- Animal Atlas
- Zoo Clues
- Safari Tracks
- Miss BG
- Gofrette
- Animal Exploration with Jarod Miller
- Mighty Machines
- The Mysteries of Alfred Hedgehog
- Dex Hamilton: Alien Entomologist
- Taste Buds
- Eliot Kid
- Sandra, the Fairytale Detective
- Culture Click
- Funniest Pets & People
- Famous 5: On the Case
- Sally Bollywood: Super Detective
- Mickey's Farm
- The Choo Choo Bob Show
- Denver, the Last Dinosaur
- This is Daniel Cook.
- Nutri Ventures
- Secret Millionaires' Club
- Xploration Animal Science
- Giver
- Chirp
- Stella and Sam
- Messy Goes to Okido
- Justo a Tiempo
- The Busy World of Richard Scarry
- Miss Spider's Sunny Patch Friends
- ToddWorld
- Doki
- Peztronauta
- Bigfoot Presents: Meteor and the Mighty Monster Trucks
- Theodore Tugboat
- Elliot Moose
- Lamb Chop's Play-Along
- Marvin the Tap-Dancing Horse
- The Zula Patrol
- Adventures from the Book of Virtues
- El Autobús Magico
- Jakers! The Adventures of Piggley Winks
- Anne of Green Gables
- Timothy Goes to School
- Raggs
- Thomas Edison's Secret Lab
- Bob el Constructor (2015)
- Bob el Constructor (1999)
- Rubbadubbers
- Jay Jay el Avioncito

#### Cortos
- Ask Me!
- The Zimmer Twins
- Vitaminix
- Animal Bites
- Zerby Derby shorts
- Ruby's Studio
- I'm an Animal
- BatteryPOP

#### No Transmitido
WildBrain
- Busytown Mysteries
- Liberty's Kids
- Sushi Pack

Scholastic
- Horrible Histories

9 Story Media Group
- Peep and the Big Wide World

Nelvana
- Franklin and Friends
- La Historia Sin Fin
- Horrid Henry
- Corduroy
- George Shrinks
- Seven Little Monsters

Otros
- This Is Emily Yeung